# Litera (mueble)

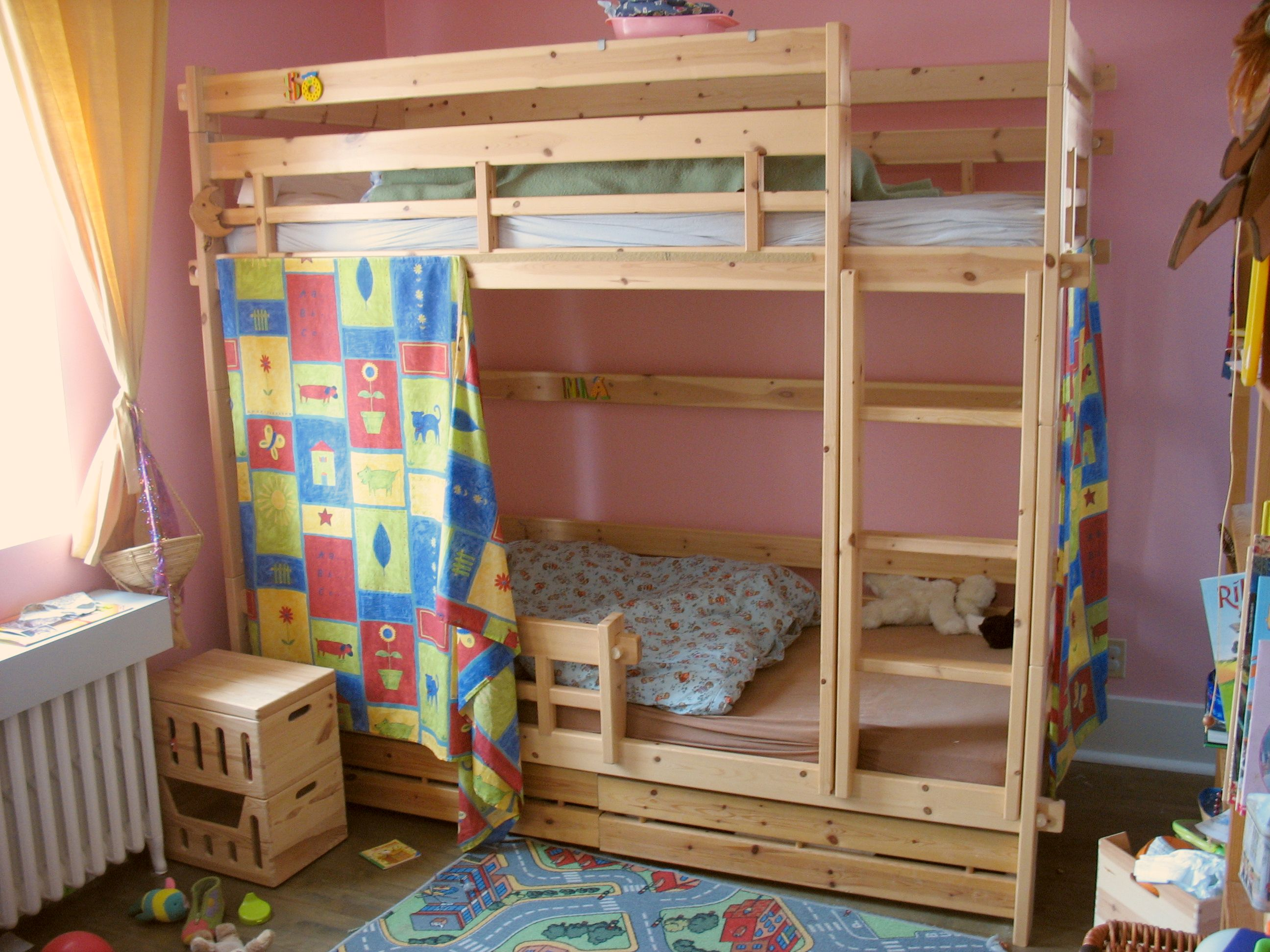
Fotografía de una litera.

Una litera, camarote, cama cucheta, cama camarote o cama marinera  es un mueble compuesto de dos o más camas situadas una encima de la otra. Habitualmente son utilizadas en espacios reducidos y en particular en habitaciones infantiles, permitiendo que dos o más niños duerman en la misma habitación. El espacio se optimiza más aún al colocar cajones bajo la litera en los que se guardan juguetes, ropa de cama, etc. El hábitat original de este mueble son las embarcaciones, albergues, internados, prisiones, etc.

## Tipos de literas
La cama de litera o camarote más común es el estándar, el cual se caracteriza por tener dos colchones de tamaño idéntico colocados uno encima del otro. El camarote de colchón individual sobre uno matrimonial tiene la misma función del estándar, pero el colchón matrimonial de mayor tamaño se coloca en la litera inferior, debajo del colchón individual.
Un sofá cama de litera es como una cama camarote estándar, con la excepción de que la litera inferior es un colchón reclinable que se transforma en cama. Los sofá camas de litera se pueden utilizar para ahorrar espacio en habitaciones o apartamentos, ya que la cama de abajo se puede usar como sillón en el día. En un sofá cama de litera en forma de «L», la cama inferior se orienta de manera perpendicular con la litera superior, lo cual crea un espacio adicional que puede ser empleado como repisa o anaquel. Es peligroso porque, por un desajuste de algún tornillo, puede caerle la cama a cualquier objeto o persona que esté en este mueble. 
La cama con litera alta es como un camarote que tan solo tiene la cama superior, lo cual deja un espacio inferior que se puede amueblar con armarios, anaqueles o hasta un escritorio de oficina. Estas camas de litera alta utilizan y aprovechan el espacio vertical de manera eficiente.
Existen también literas de 3 camas cuya cama inferior es de tipo dúplex o cama nido. En este caso se hace llamar trilitera.